# Hubert Gerhard
Hubert Gerhard, ook geschreven als Robert/Huibrecht/Ruprecht Gerhards/Gerhardo/Gerhardi/Erhardi (Den Bosch of Amsterdam, 1540-50 – München, 1618/20), was een Nederlands beeldhouwer. Hij liet veel werk na in en om Augsburg, München en Innsbruck. Hij was in zijn tijd een van de belangrijkste kunstenaars in Duitsland.

## Biografie
Gerhard werd ergens tussen 1540 en 1550 geboren, waarschijnlijk in Den Bosch, al is dit niet geheel zeker. Omdat zijn familie oorspronkelijk uit Amsterdam komt, wordt niet uitgesloten dat hij daar geboren werd. Tot zijn familieleden behoorden twee andere bekende beeldhouwers, namelijk Hendrik Gerritsz. (?-1585) en Gerard Hendriksz (?-1615).
Gerhard leerde het vak in Italië, met name in Florence. Daarnaast kwam uit akten naar voren dat hij een tijd in Venetië heeft doorgebracht. Onder invloed van de Vlaming Giambologna (1529–1608) vertrok hij naar Augsburg, waar hij in 1581 aankwam. Ondanks dat hij hier pas zijn eerste aantoonbare werken heeft nagelaten, toont de kwaliteit ervan aan dat hij toen al een kunstenaar van internationale allure was.
In deze jaren werkte hij voor het patriciërsgeslacht Fugger. Voor Hans Fugger maakte hij twaalf levensgrote beelden van bekende leiders en vrouwen die hij in niches in diens slot in Kirchheim plaatste. Hij maakte deze niet uit gips maar uit gebakken klei (keramiek). Ook liet hij veel bronzen fonteinen na in diens hof. Naar Florentijns voorbeeld maakte hij daar ook de erotisch getinte groep Mars en Venus die in de collectie van het Beiers Nationaal Museum zijn opgenomen.
Sinds ca. 1584 werkte hij mee aan de Sint-Michaëlkerk in München, die Willem V van Beieren liet bouwen als toonbeeld van de contrareformatie. Michelangelo Castello maakte hier onder Gerhards leiding en naar diens ontwerp 25 levensgrote keramische beelden van onder meer engelen die van werktuigen waren voorzien, profeten en apostelen. Begin jaren 1590 werden door hem ontworpen bronzen beelden voor de Augustusfontein geplaatst die tegenover het raadhuis van Augsburg staat. Deze beelden waren een gewijzigde kopie van Giambologna's beelden voor de Neptunusfontein in Bologna.
Bavaria (aanvankelijk Diana genoemd), die hij nog voor Willem V had ontworpen, werd later door Maximiliaan I van Beieren naar de hoftuin van München verplaatst. Niettemin huurde ook die hem meermaals in. Gerhard werkte vervolgens nog in Mergentheim en vanaf 1602 in Innsbruck. Vervolgens keerde hij in 1613 terug naar München. In zijn laatste jaren bracht hij werk voort dat geregeld anoniem bleef. Daarnaast bleef ook zijn overlijdensdatum onbekend; naar men aanneemt is dat in 1618 of 1620 geweest.

## Galerij

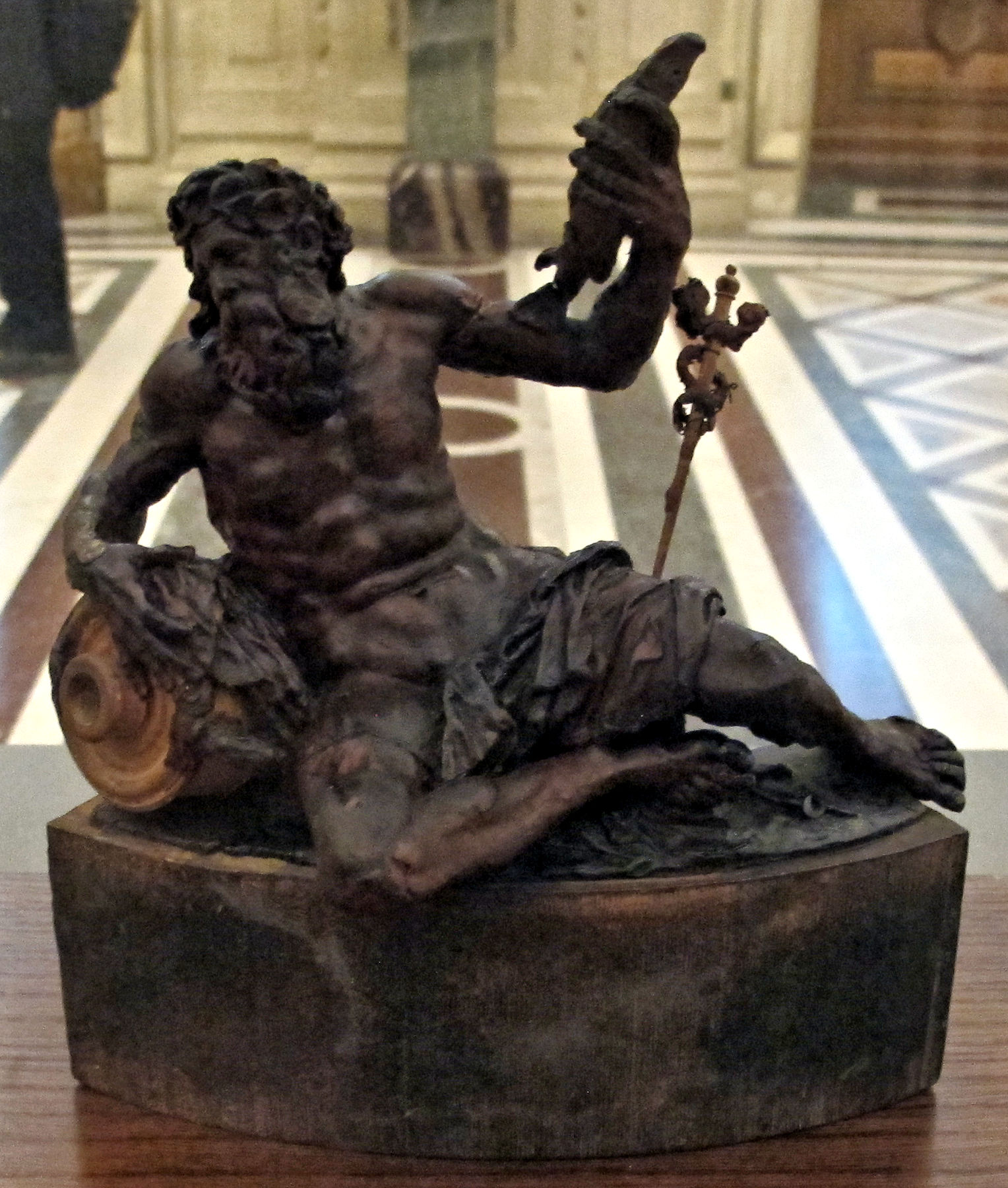
Riviergod (ca. 1585–1587), Louvre, Parijs
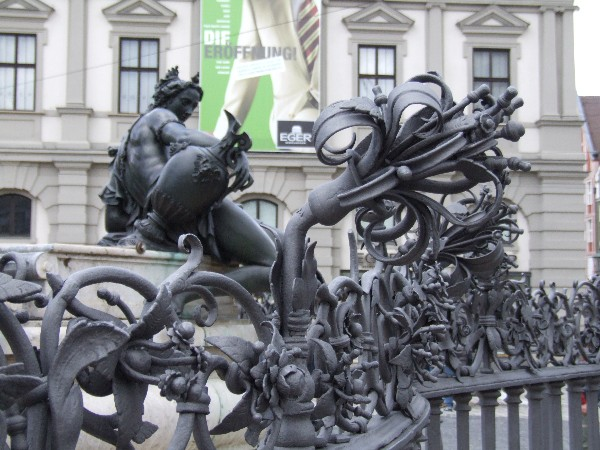
Hekwerk en figuur Singold, Augustusbrunnen (ca. 1587–1594), Augsburg
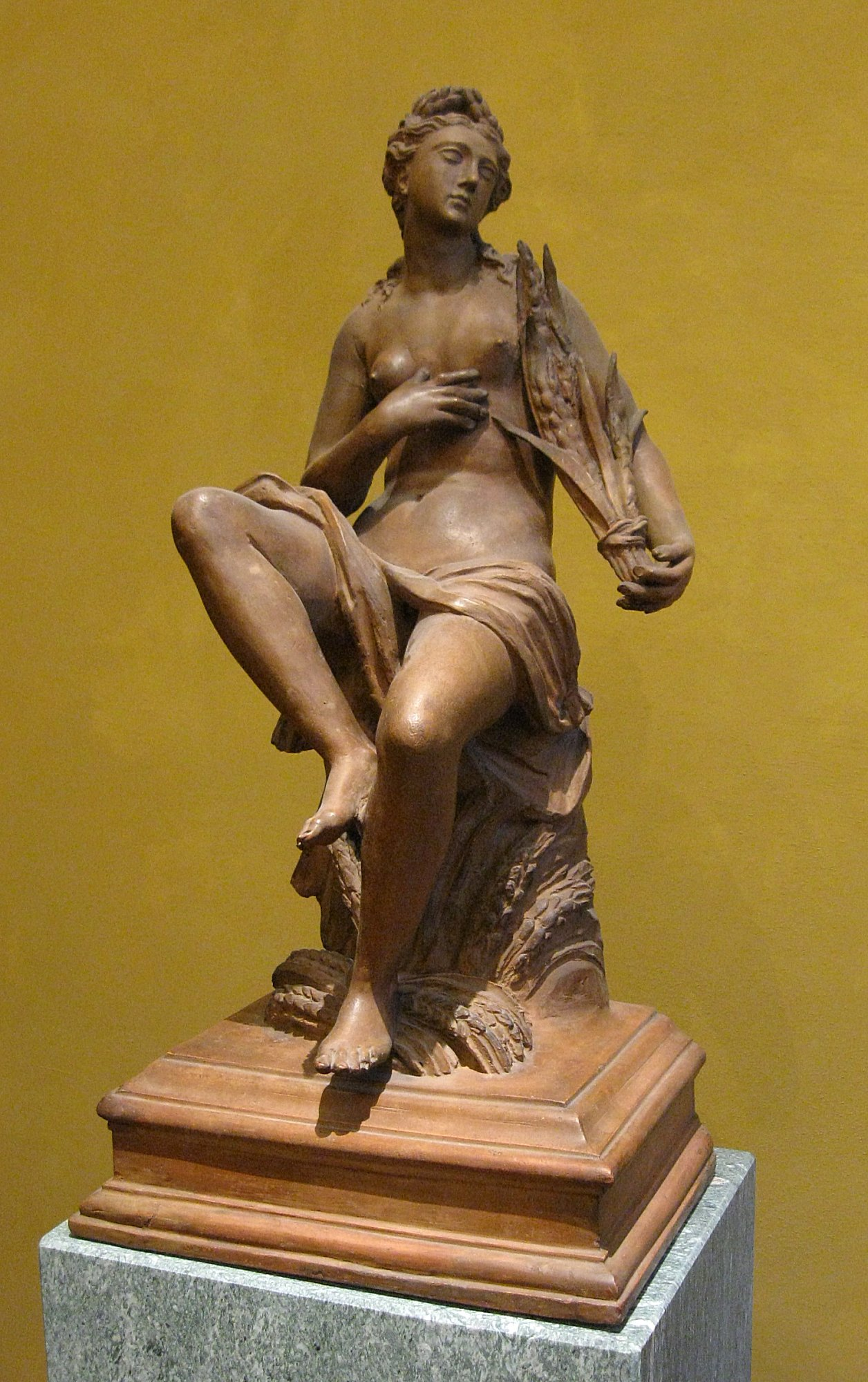
Zomer (ca. 1590–1600), München

- Biografisch Portaal: 17523606
- Gemeinsame Normdatei: 122114663
- International Standard Name Identifier: 0000 0000 9643 9456
- Library of Congress Control Number: n2004019654
- Nationale Bibliotheek van Tsjechië: xx0309176
- Nationale Bibliotheek van Israël: 987007390863405171
- Nederlandse Thesaurus van Auteursnamen: 270899413
- RKD-Nederlands Instituut voor Kunstgeschiedenis: 132699
- LIBRIS: 251476
- Système universitaire de documentation: 082606129
- Union List of Artist Names: 500016667
- Virtual International Authority File: 14156402
- WorldCat: E39PBJtXb8W7vPjCkMt4hFhT73